# 마츠바라 미키
마츠바라 미키(일본어: 松原みき 마쓰바라 미키[*], 1959년 11월 28일 ~ 2004년 10월 7일)는 일본의 가수, 작곡가, 작사가이다. 1979년 데뷔곡 "真夜中のドア〜Stay With Me"는 오리콘 차트 28위, 오리콘 집계 10만 4천 장 및 캐년 레코드 발표 30만 장의 판매부수를 기록한 히트곡이 되었다. 2020년경부터 이 곡은 유튜브를 중심으로 일본뿐만 아니라 다른 나라의 사람들에게도 널리 알려지게 되었다.

## 이력

### 학창 시절
마츠바라 미키는 1959년 11월 28일 일본 오사카부 기시와다시에서 태어나 사카이시에서 성장했다. 어머니가 크레이지 캣츠와 공연한 경험이 있는 재즈 가수였기 때문에, 3살 때부터 피아노를 배우며 재즈와 친숙해졌다.
1972년에 사카이 시립 하라오카 소학교를 졸업하고 풀(Poole) 가쿠인 중학교에 입학했고 록 음악에 흥미를 가져 록밴드 "구레이"(愚麗)에서 연주했다. 1975년에 풀 가쿠인 고등학교에 진학한 뒤 "요시노야 밴드"(吉野家バンド)에서 키보드를 맡아 교토시의 라이브하우스 타쿠타쿠(磔磔)에서 활동했다.
1977년 고등학교 3학년이 되어 가수 데뷔를 목표로 홀로 도쿄로 상경하여 분카 가쿠인 대학 부속 스기미나 고등학교로 전입한다. 미군 카바레 등 각지를 돌며 연주를 하였고, 롯폰기의 재즈 클럽 "버드랜드"(バードランド)에 손님으로 찾아가 즉흥적으로 한 연주가 재즈 피아니스트 세라 유즈루의 극찬을 듣기도 하였다. 아르바이트로 얻은 피로 때문에 시력이 급격히 악화되어, 졸업시험에 구두시험으로 도전하여 합격한다. 이후 수술을 통하여 시력을 회복하였다.

### 데뷔
1979년 11월 5일 첫 번째 싱글 앨범 "真夜中のドア〜Stay With Me"로 데뷔하여 복수의 신인상을 수상했다. 이후 1991년 1월 21일까지 커플링 곡을 포함한 17장의 싱글 앨범과 베스트 앨범을 포함한 15장의 스튜디오 앨범을 발매했고, 일본 전국 각지에서 공연을 하였다.

### 작곡 활동
1990년대 이후에는 작품활동을 중단하고, 본인의 백밴드에서 드러머를 맡았던 혼조 마키와 결혼했다. 작곡가로서 주로 광고와 애니메이션 주제가 등의 작곡 활동을 하였고, 1997년에는 그가 작곡한 코다 마리코의 노래 "雨のちスペシャル"가 NHK의 프로그램 "모두의 노래"에서 방송되면서 화제를 모아 2004년까지도 거듭 재방송되었다.
2001년에 자궁경부암 진단을 받아 모든 음악 활동을 중단하고 모든 지인의 연락을 끊고 투병했지만, 2004년 10월 7일 암으로 인해 44세의 나이로 사망했다. 사실 죽기전 아버지에게 나는 아직하고싶은게 많다 지금도 하고싶은게 생각난다 난 지금 죽고싶지않다 라는 말을 남기기도 했다

## 같이 보기
- 꼬마마법사 레미
- 코우다 마리코
- J-pop